# Temporada 1986-87 de los Sacramento Kings
La temporada 1986-87 fue la segunda de los Kings en la NBA en su ubicación en Sacramento, California, y la trigésimo novena en la liga, tras jugar las últimas trece en Kansas City. La temporada regular acabó con 29 victorias y 53 derrotas, ocupando el décimo puesto de la Conferencia Oeste, no logrando clasificarse para los playoffs.

## Elecciones en elDraft
| Ronda | Puesto | Jugador         | Posición  | Nacionalidad   | Universidad |
| ----- | ------ | --------------- | --------- | -------------- | ----------- |
| 1     | 17     | Harold Pressley | Alero     | Estados Unidos | Villanova   |
| 2     | 34     | Johnny Rogers   | Ala-Pívot | Estados Unidos | UC Irvine   |
| 3     | 57     | Bruce Douglas   | Escolta   | Estados Unidos | Illinois    |

## Temporada regular
| División Medio Oeste | División Medio Oeste | División Medio Oeste | División Medio Oeste | División Medio Oeste | División Medio Oeste | División Medio Oeste | División Medio Oeste | División Medio Oeste |
| Equipo               | G                    | P                    | %                    | PD                   | Casa                 | Fuera                | Div                  |                      |
| -------------------- | -------------------- | -------------------- | -------------------- | -------------------- | -------------------- | -------------------- | -------------------- | -------------------- |
| y-Dallas Mavericks   | 55                   | 27                   | .671                 | –                    | 35–6                 | 20–21                | 19–11                |                      |
| x-Utah Jazz          | 44                   | 38                   | .537                 | 11                   | 31–10                | 13–28                | 19–11                |                      |
| x-Houston Rockets    | 42                   | 40                   | .512                 | 13                   | 25–16                | 17–24                | 19–11                |                      |
| x-Denver Nuggets     | 37                   | 45                   | .451                 | 18                   | 27–14                | 10–31                | 14–16                |                      |
| Sacramento Kings     | 29                   | 53                   | .354                 | 26                   | 20–21                | 9–32                 | 10–20                |                      |
| San Antonio Spurs    | 28                   | 54                   | .341                 | 27                   | 21–20                | 7–34                 | 9–21                 |                      |

## Estadísticas
| Rk | Jugador          | Edad | P  | PT | MP   | TC  | TCI  | %TC  | T3  | T3I | %T3  | TL  | TLI | %TL   | RO  | RD  | RT   | AS  | RB  | TAP | BP  | FP  | PTS  |
| -- | ---------------- | ---- | -- | -- | ---- | --- | ---- | ---- | --- | --- | ---- | --- | --- | ----- | --- | --- | ---- | --- | --- | --- | --- | --- | ---- |
| 1  | Reggie Theus     | 29   | 79 | 76 | 36.4 | 7.3 | 15.5 | .472 | 0.2 | 1.0 | .218 | 5.4 | 6.3 | .867  | 1.1 | 2.3 | 3.4  | 8.8 | 1.0 | 0.2 | 3.7 | 2.6 | 20.3 |
| 2  | Otis Thorpe      | 24   | 82 | 82 | 36.0 | 6.9 | 12.8 | .540 | 0.0 | 0.0 | .000 | 5.0 | 6.6 | .761  | 3.2 | 6.8 | 10.0 | 2.5 | 0.6 | 0.7 | 2.3 | 3.6 | 18.9 |
| 3  | Derek Smith      | 25   | 52 | 42 | 31.9 | 6.5 | 14.6 | .446 | 0.2 | 0.6 | .273 | 3.4 | 4.4 | .781  | 1.2 | 2.3 | 3.5  | 3.9 | 0.9 | 0.4 | 2.4 | 3.5 | 16.6 |
| 4  | Eddie Johnson    | 27   | 81 | 30 | 30.3 | 7.5 | 16.2 | .463 | 0.5 | 1.5 | .314 | 3.3 | 4.0 | .829  | 1.8 | 2.6 | 4.4  | 3.1 | 0.5 | 0.2 | 2.0 | 2.7 | 18.7 |
| 5  | LaSalle Thompson | 25   | 82 | 53 | 26.4 | 4.4 | 9.2  | .481 | 0.0 | 0.1 | .000 | 2.3 | 3.1 | .737  | 2.9 | 5.5 | 8.4  | 1.5 | 0.8 | 1.5 | 1.7 | 3.5 | 11.1 |
| 6  | Terry Tyler      | 30   | 82 | 48 | 23.5 | 4.0 | 8.1  | .495 | 0.0 | 0.0 | .333 | 1.2 | 1.7 | .721  | 1.4 | 2.6 | 4.0  | 0.9 | 0.7 | 1.0 | 1.0 | 1.8 | 9.3  |
| 7  | Joe Kleine       | 25   | 79 | 31 | 21.0 | 3.2 | 6.9  | .471 | 0.0 | 0.0 | .000 | 1.4 | 1.8 | .786  | 2.2 | 3.9 | 6.1  | 0.9 | 0.4 | 0.4 | 1.1 | 2.7 | 7.9  |
| 8  | Brook Steppe     | 27   | 34 | 7  | 19.6 | 2.8 | 5.9  | .477 | 0.1 | 0.3 | .333 | 2.1 | 2.6 | .830  | 0.6 | 1.2 | 1.8  | 2.4 | 0.5 | 0.1 | 1.6 | 1.6 | 7.8  |
| 9  | Franklin Edwards | 27   | 8  | 0  | 15.3 | 1.1 | 4.0  | .281 | 0.0 | 0.5 | .000 | 1.3 | 1.8 | .714  | 0.3 | 1.0 | 1.3  | 3.6 | 0.6 | 0.0 | 2.1 | 0.9 | 3.5  |
| 10 | Othell Wilson    | 25   | 53 | 2  | 14.9 | 1.5 | 3.5  | .443 | 0.1 | 0.3 | .167 | 0.8 | 1.0 | .796  | 0.5 | 1.0 | 1.5  | 3.9 | 0.8 | 0.1 | 1.5 | 1.3 | 4.0  |
| 11 | Harold Pressley  | 23   | 67 | 23 | 13.6 | 2.0 | 4.7  | .423 | 0.1 | 0.4 | .250 | 0.5 | 0.7 | .729  | 1.0 | 1.6 | 2.6  | 1.8 | 0.6 | 0.3 | 0.9 | 1.4 | 4.6  |
| 12 | Mark Olberding   | 30   | 76 | 0  | 13.2 | 0.9 | 2.2  | .418 | 0.0 | 0.0 | .000 | 1.5 | 1.7 | .885  | 0.7 | 1.8 | 2.4  | 1.2 | 0.2 | 0.1 | 0.7 | 1.9 | 3.3  |
| 13 | Bruce Douglas    | 22   | 8  | 1  | 12.3 | 0.9 | 3.0  | .292 | 0.0 | 0.1 | .000 | 0.0 | 0.5 | .000  | 0.6 | 1.1 | 1.8  | 2.1 | 1.1 | 0.0 | 1.1 | 1.1 | 1.8  |
| 14 | Johnny Rogers    | 23   | 45 | 15 | 10.4 | 2.0 | 4.1  | .486 | 0.0 | 0.1 | .000 | 0.2 | 0.3 | .600  | 0.7 | 1.0 | 1.7  | 0.6 | 0.2 | 0.2 | 0.4 | 1.5 | 4.2  |
| 15 | Jerry Eaves      | 27   | 3  | 0  | 8.7  | 0.3 | 2.7  | .125 | 0.0 | 0.0 |      | 0.7 | 0.7 | 1.000 | 0.3 | 0.0 | 0.3  | 0.0 | 0.3 | 0.0 | 0.7 | 2.0 | 1.3  |